# Бахмутский гусарский полк
Бахмутский гусарский полк — российский поселенный гусарский полк, сформированный 11 июля 1764 года из балканских поселенцев бывших подданных Австрийского эрцгерцогства, Венгерского королевства и Порты и предназначенный для охраны, обороны и освоения земель вдоль Северского Донца, а также для защиты границы от набегов перекопских и крымских татар.
В другом источнике указано что в 1764 году, после образования из Ново- и Славяно-Сербии Новороссийской губернии, Славяно-Сербские поселённые полки Шевича и Прерадовича были соединены и образовали Бахмутский гусарский полк. Полк гусар был расформирован 24 декабря 1776 года и обращён на создание новых гусарских полков.

## История
В 1753 году (29 марта, 1 апреля и 29 мая) Правительственный Сенат издаёт указы о поселении на свободных территориях на правом берегу Северского Донца между реками Бахмутом и Луганью сербов, молдаван, болгар, венгров, греков и других выходцев из Германо-римской империи и Балканских стран православного исповедания, бежавших из-под турецкого ига и находившихся на территории Европы.
Поселенцы были объединены в роты, из них сформировали два иррегулярных гусарских полка, носивших наименования по именам их командиров — Ивана Шевича и Райко Прерадовича. Ввиду их малочисленности в 1764 году оба полка были объединены в один, который получил наименование Бахмутского гусарского, с общей нумерацией рот. Всего рот (поселений, шанцев) их было 16.
В 1765 году в состав полка вошёл личный состав из Самарского гусарского полка (до 1764 года — Молдавский гусарский полк).
В 1770 году секунд-майор Иван Штерич был направлен в заграничную командировку для комплектования Бахмутского гусарского полка. 
В 1775 году премьер-майор Иван Штерич, состоя при дистанции в Оренбургской и Казанской губерниях, занимался комплектованием Бахмутского гусарского полка конфедератами, находившимися в Тобольской и Оренбургской губерниях. 

1775 годъ. — Маія — 23: Полкъ гусарской пришелъ въ Саратовъ, бахмутской.— Г. А. Скопинъ, «Дневникъ происшествій», Изъ сборника «Саратовский исторический сборник СУАК в память 300-летия города»., 1891 год.
Доведя полк до полного комплекта, премьер-майор Иван Штерич зимой 1776 года выступил походом в Кубанскую степь, и пройдя Копыл и Темрюк, он с полком гусар с января 1777 года первым занял важную Темрюцкую крепость, чем способствовал спокойному водворению в Крыму нового хана Шагин-Гирея.
С 1783 года по 1785 год Бахмутский полк со своим командиром находился в Таврической области.

## Состав
Первоначально Иван Шевич вывел из-за границы 210 человек, а Райко Прерадович — 27. Затем команды пополнялись частично из старых гусарских полков, а также в значительной степени за счёт переселенцев-молдаван и вербовки отставных служивых людей Русского государства. Однако, обещанного числа людей они так и не сумели набрать. В 1763 году в полку Шевича насчитывалось 516 человек, в полку Прерадовича — 426. Кроме того, в обоих полках были женщины и дети — всего 517 человек.

## Расселение
Роты поселились в основном по правому берегу Донца и левому берегу Лугани, притом не все сразу. Поселялись и пополнялись они по мере привлечения нового пополнения. На месте поселения роты создавали полевые укрепления — шанцы. Военнослужащие получали в собственность землю, которую должны были возделывать. Новые поселения, возникшие на базе воинских подразделений, со временем получили и свои наименования. Так, 1-я рота образовала село Серебрянку, 2-я — Вергунку, 3-я — с. Верхнее, 4-я — Красный Яр, 5-я — Приволье, 6-я — Крымское, 7-я — Нижнее, 8-я — Подгорное (впоследствии здесь построили город, который в 1784-1817 годах носил название Донецк, а затем был переименован в Славяносербск), 9-я — Жёлтое, 10-я — Каменный Брод, 11-я — Черкасский Яр, 12-я — Хорошее, 13-я — Калиново, 14-я — Троицкое, 15-я и 16-я — Луганское (ныне Донецкой области).
Кроме полевых укреплений — шанцев, для охраны поселения с юга, юго-запада и юго-востока были организованы полевые караулы, оборудованы редуты. На водоразделе рек Луганчика, Белой Лугани (ныне р. Белая) и Миуса, планировалось построить крепость.

## Административное устройство
Местность, заселённая поселёнными полками Прерадовича и Шевича, получила название Славяносербия. Она не входила в состав губернии, а непосредственно подчинялась Военной коллегии. Для организации поселения, комплектования и содержания поселённых гусарских полков Военной коллегией в 1753 году была учреждена Славяносербская комиссия. Она располагалась в городе Бахмут, который не входил в состав Славяносербии. Существовала также должность начальника Славяносербии, которую в начале занимал Райко Депрерадович, а затем Иван Шевич.

## Семилетняя война (1756—1763)
По два эскадрона от каждого из полков Ивана Шевича и Райко Прерадовича было сформировано в Славяносербии для участия в войне с Пруссией. Отряды в 300—400 сабель под командованием Зорича, Прерадовича и Текели принимали участие во взятии Кёнигсберга и Берлина, захватывали небольшие города, брали в плен отступавших прусских солдат. Некоторое время сам будущий великий русский полководец Суворов командовал кавалерийским отрядом из драгун и славяносербских гусар.

## Крестьянская война (1773—1775)
Два эскадрона Бахмутского гусарского полка входили в отряд правительственных войск генерала Мансурова и участвовали во взятии Алексеевского, Бузулукской крепости, Татищевой крепости.

## Расформирование
В 1776 году в связи с упразднением Запорожской Сечи, для защиты южных границ из Бахмутского, Венгерского, Валашского, Жёлтого, Молдавского, Сербского и Чёрного полков и эскадронов, оставшихся от расформированных Грузинского гусарского полка и Московского легиона, на территории Азовской и Новороссийской губерний созданы новые гусарские поселенные полки: Болгарский, Валашский, Венгерский, Далматский, Иллирический, Македонский, Молдавский, Сербский и Славянский. В 1783—1784 годах все они, за исключением Лейб-гусарского эскадрона, были переформированы в легкоконные и навсегда утратили характер иррегулярных поселенных частей.